# NBA Development League All-Star Weekend 2008
L'NBA Development League All-Star Weekend 2008, svoltosi a New Orleans, vide la vittoria finale della squadra denominata "Squadra blu" sulla "Squadra rossa" per 117 a 99.
Jeremy Richardson, dei Fort Wayne Mad Ants, fu nominato MVP della partita.
Sul modello dell'NBA All-Star Weekend, rispetto alla stagione precedente, furono introdotti degli spettacoli di contorno, e proprio per dare maggiore risalto alla Lega, la manifestazione fu inserita all'interno dell'NBA All-Star Weekend 2008.

## Venerdì

### H.O.R.S.E.
- Lance Allred, Idaho Stampede
- Morris Almond, Utah Flash

- Kasib Powell, Sioux Falls Skyforce
- Jeremy Richardson, Fort Wayne Mad Ants

in grassetto è indicato il vincitore

### Hot-Shot
- Andre Barrett, Bakersfield Jam
- Randy Livingston, Idaho Stampede

- Carlos Powell, Dakota Wizards
- Billy Thomas, Colorado 14ers

in grassetto è indicato il vincitore

### Three-Point Shootout
- Josh Gross, Albuquerque Thunderbirds
- Kaniel Dickens, Colorado 14ers

- Adam Harrington, Tulsa 66ers
- Keith Langford, Austin Toros

in grassetto è indicato il vincitore

### Slam Dunk Contest
- Brent Petway, Idaho Stampede
- Eric Smith, Fort Wayne Mad Ants

- Mike Taylor, Idaho Stampede
- Doug Thomas, Iowa Energy

in grassetto è indicato il vincitore

## Sabato

### Squadra blu
| Squadra blu |                   |                       |
| Ruolo       | Giocatore         | Squadra               |
| SG          | Morris Almond     | Utah Flash            |
| SF          | Sean Banks        | Los Angeles D-Fenders |
| PG          | Andre Barrett     | Bakersfield Jam       |
| PF          | Rod Benson        | Dakota Wizards        |
| C           | Kyrylo Fesenko    | Utah Flash            |
| PG          | Keith Langford    | Austin Toros          |
| PF/C        | Ian Mahinmi       | Austin Toros          |
| C           | Jelani McCoy      | Los Angeles D-Fenders |
| SF          | Carlos Powell     | Dakota Wizards        |
| SF          | Jeremy Richardson | Fort Wayne Mad Ants   |
| All.        | Dan Panaggio      | Los Angeles D-Fenders |

### Squadra rossa
| Squadra rossa |                  |                      |
| Ruolo         | Giocatore        | Squadra              |
| C             | Lance Allred     | Idaho Stampede       |
| PF            | Elton Brown      | Colorado 14ers       |
| SF            | Kaniel Dickens   | Colorado 14ers       |
| PF            | Nick Fazekas     | Tulsa 66ers          |
| PG            | Eddie Gill       | Colorado 14ers       |
| PG            | Randy Livingston | Idaho Stampede       |
| SG            | Dwayne Mitchell  | Iowa Energy          |
| SF            | Kasib Powell     | Sioux Falls Skyforce |
| SG            | Billy Thomas     | Colorado 14ers       |
| SF            | Cory Violette    | Idaho Stampede       |
| All.          | Bryan Gates      | Idaho Stampede       |